# Ophir (Utah)
Ophir é uma cidade  localizada no estado norte-americano de Utah, no Condado de Tooele.

## Demografia
Segundo o censo norte-americano de 2000, a sua população era de 23 habitantes.
Em 2006, foi estimada uma população de 27, um aumento de 4 (17.4%).

## Geografia
De acordo com o United States Census Bureau tem uma área de
0,4 km², dos quais 0,4 km² cobertos por terra e 0,0 km² cobertos por água. Ophir localiza-se a aproximadamente 1727 m acima do nível do mar.

## Localidades na vizinhança
O diagrama seguinte representa as localidades num raio de 24 km ao redor de Ophir.